# Gail Berman
Gail Berman, née le 17 août 1956, est l'ancienne directrice du divertissement à la Fox Broadcasting Company et l'ancienne présidente de Paramount Pictures.
Elle est diplômée de l'Université du Maryland, promotion 1978. Avec une amie de l'université, Susan Rose, elle coproduit, à des théâtres de Broadway, Joseph and the Amazing Technicolor Dreamcoat en 1982, Almost an Eagle la même année, Hurlyburly en 1984, Blood Knot (en) en 1985 et The Nerd (en) en 1987.
Elle s'est ensuite consacrée à la télévision, devenant productrice exécutive de séries de la Fox tels que Malcolm, Buffy contre les vampires et Angel. En 2001, elle devient présidente de la Fox. En 2005, elle devient présidente de Paramount Pictures. Elle est responsable de l'annulation de la suite de la série Firefly.

## Filmographie
- 2019 : La Famille Addams (The Addams Family) de Conrad Vernon et Greg Tiernan
- 2022 : Elvis de Baz Luhrmann
- 2022 : Wednesday (série TV)